# Nordstjernan AB
För andra betydelser, se Nordstjärnan.
Nordstjernan Aktiebolag är ett svenskt familjeägt investmentbolag som kontrolleras av Axel och Margaret Ax:son Johnsons stiftelser. Ursprunget är det 1890 grundade Rederiaktiebolaget Nordstjernan.

## Historia

### Rederiaktiebolaget Nordstjernan och Johnson Line

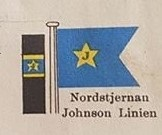
Skorstensmärke och rederiflagga för Nordstjernan Johnson Linien.

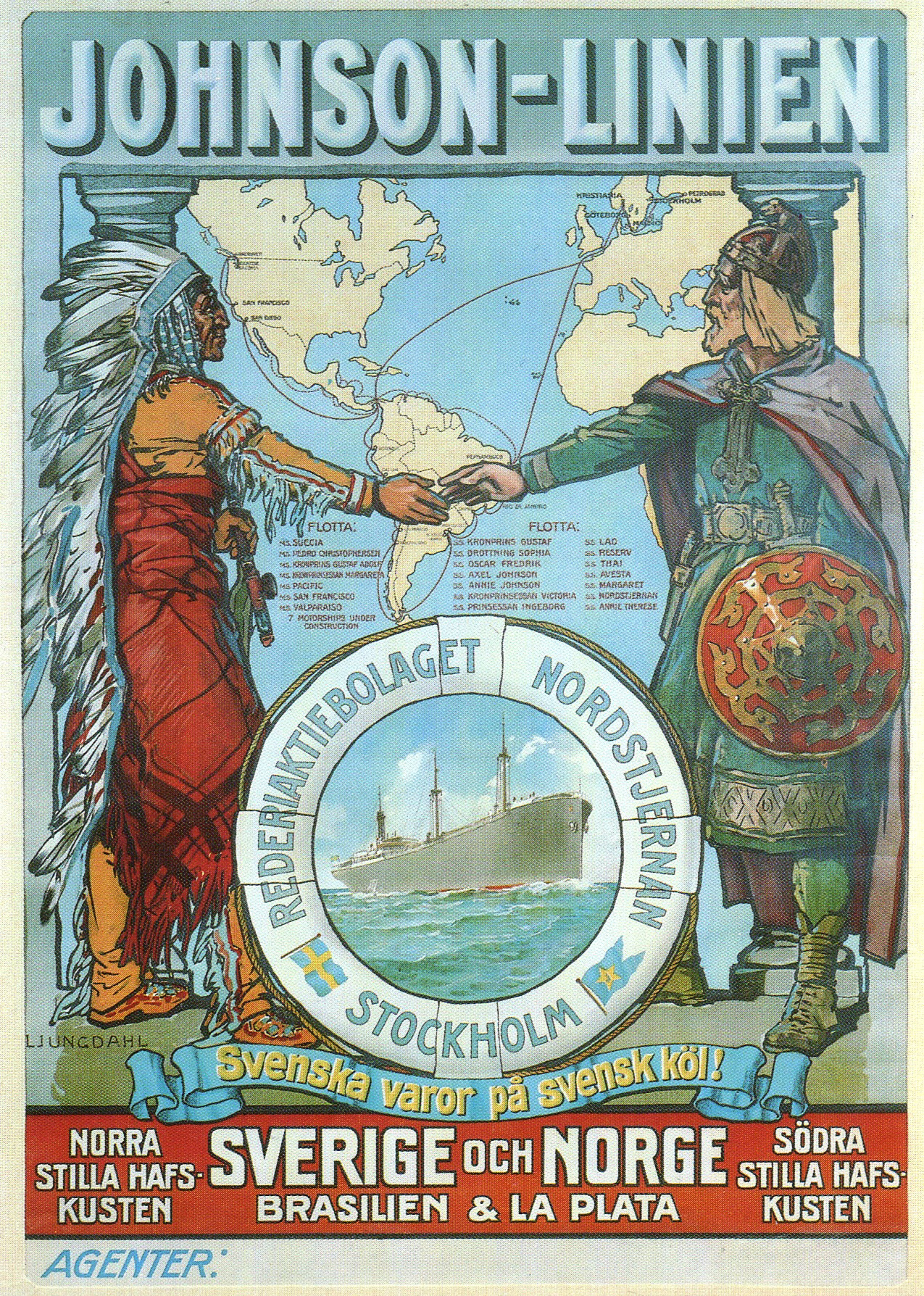
Affisch utförd av David Ljungdahl 1918.

Grundaren Axel Johnson, som från början var bokhållare och senare blev handelsagent, byggde upp ett kapital genom aktieaffärer. Johnsons företag påverkades inte av den svåra lågkonjunkturen i slutet av 1870-talet, eftersom han satsat på handel med stenkol från Storbritannien och svensk stålplåt och tackjärn. Det första fartyg som anskaffades 1885 var en träbåt med ångmaskin byggd 1873 i Sundsvall. Hon fick namnet W.T. Marshall efter en gruvägare i Yorkshire, men blir ingen ekonomisk framgång. År 1890 bildade Johnson Rederiaktiebolaget Nordstjernan som expanderade snabbt. Hans affärssinne, i kombination med personliga kontakter med den ekonomiska eliten och god finansiering, gjorde att förutsättningarna för att utveckla affärerna förelåg.
Malmexporten från Sverige blev alltmer betydande och rederiet beställde 1898 ångaren Nordstjernan med förstärkt skrov från ett tyskt varv. År 1900 tillkom malmlastarna S/S Oscar Fredrik, S/S Drottning Sophia och S/S Kronprins Gustaf. De fartygen blev stilbildande inom svensk sjöfart och inkomstbringande med sina långtidskontrakt på malm. Kring sekelskiftet var det Johnson och Broström som fraktade huvuddelen av den svenska malmexporten.  
År 1904 påbörjade rederiet reguljär trafik till Sydamerika med den så kallade La Plata-linjen. Av rederiets 14 ångfartyg gick sex på La Plata-linjen, ångfartygen S/S Axel Johnson, S/S Annie Johnson, S/S Kronprinsessan Victoria, S/S Prinsessan Ingeborg, S/S Oscar Fredrik och S/S Oscar II. S/S Axel Johnson var den första svenska ångaren som 1891 passerade Goda Hoppsudden på Afrikas sydspets. Detta stålfartyg var ovanligt stort för svenska förhållanden och med senaste teknik. Sveriges export till Argentina, Brasilien och Uruguay ökade drastiskt tack vare Nordstjernans trafik, från 0,6 miljoner SEK 1903 till 12,7 miljoner SEK år 1912. Importen till Sverige, framför allt av kaffe, ökade än mer. 
Trafiken, som fick namnet Johnson Line, eller Johnsonlinjen, bedrevs först enbart med lastångfartyg, men 1912 beställdes två stora dieseldrivna linjefartyg, varav det första var M/S Suecia. Hon kom att följas av 14 stora motorfartyg, från 1919 byggda vid svenska varv. Detta var de första oceangående, dieseldrivna fartyg som byggdes i världen och hädanefter byggde Johnson bara motorfartyg. Varje fartyg hade två motorer, kopplade till var sin propeller. Motorfartyg tar mer last än ångare, eftersom det inte krävs stora utrymmen för kolboxar och de kan gå med mindre besättning. Åren 1920–21 såldes samtliga ångdrivna fartyg.
Man såg tidigt fördelen med containrar och satsade på sådan trafik. Man satsade även på att bil- och passagerartrafiken skulle komma att expandera och Sveabolaget köptes upp 1975 och omformades i samarbete med Effoa (Finska Ångfartygs AB) till Silja Line. Lindholmens varv sålde man 1965 till Broströmskoncernen och undgick därmed att dras in i varvskrisen.  
Verksamheten koncentrerades och kyltrafiken och bogserrörelsen avvecklades 1986 liksom kemikalietrafiken 1988. Linjetrafiken krymptes kraftigt och nästan all trafik bedrevs i samsegling med andra rederier. År 1981 gick man in i ett samseglingskonsortium på Karibien. Man sålde 1989 återstoden av sitt ägande i trafiken på Nordamerika genom Johnson ScanStar. Johnson Line ombildades 1986 till Laser Lines (Latin America Services) med Johnson som majoritetsägare. Trots olika åtgärder var lönsamheten låg och slutpunkt för linjetrafiken sattes 1991, då Laser Line såldes till Hamburg-Südamerika-Linie. Enda återstående shipping var därmed engagemanget i Silja Line, men de aktierna såldes åren kring millennieskiftet successivt av till Bermudaregistrerade Sea Containers.

### Expansion
Under början av 1960-talet expanderade och internationaliserades Nordstjernan, i likhet med övrig svensk industri. Detta kunde ske tack vare försprånget som man fått genom att Sverige stått utanför andra världskriget. Nya marknader öppnades och handeln liberaliserades. Nordstjernan växte till ett vidsträckt konglomerat. 

### Ekonomisk kris
Under 1970-talet återspeglades Sveriges kris i Nordstjernans alla branschområden. Långsiktiga strukturförändringar och konjunkturer förorsakade stora förluster inom flertalet av de rörelser som koncernen bedrev: sjöfarten, verkstäderna, oljan och stålet. 1970-talets kris tvingade Nordstjernan att bryta mot ägarens princip om oberoende och man började diskutera marknadsnoteringar av delar av koncernen i syfte att få tillgång till kapital. Strukturomvandlingen och koncentrationen till en kärnverksamhet är något av ett rekord inom svenskt näringsliv. 180 företag och legala enheter såldes av under ledning av koncernchefen Berndt Magnusson de närmast följande åren. Fem bolag börsnoterades: Avesta 1987,  Databolin 1987, NK 1987, Silja Line 1990 och AB Linjebuss 1992. Denna renodling skapade möjligheter för bygg- och fastighetsbolaget NCC att expandera. Detta företag börsintroducerades ursprungligen som Nordstjernan, men firmaändrade till NCC efter att ha förvärvat ABV 1988.

### Börsnotering
Nordstjernan förvandlades under 1980-talet från ett slutet familjeföretag och industriellt konglomerat till ett börsnoterat, nordiskt bygg- och fastighetsbolag, NCC. Efter förvärvet av SIAB våren 1997, som blev Bo Ax:son Johnsons sista affär, hade målet att bli ett av de största och marknadsledande byggföretagen i Norden förverkligats. Nordstjernan är alltjämt huvudägare i NCC.

### Ny expansion
Efter Bo Ax:son Johnsons bortgång 1997 tog kusinerna Antonia Ax:son Johnson och Viveca Ax:son Johnson över styrningen av Nordstjernan, varefter en ny investerings- och expansionsfas inleddes.

## Idag

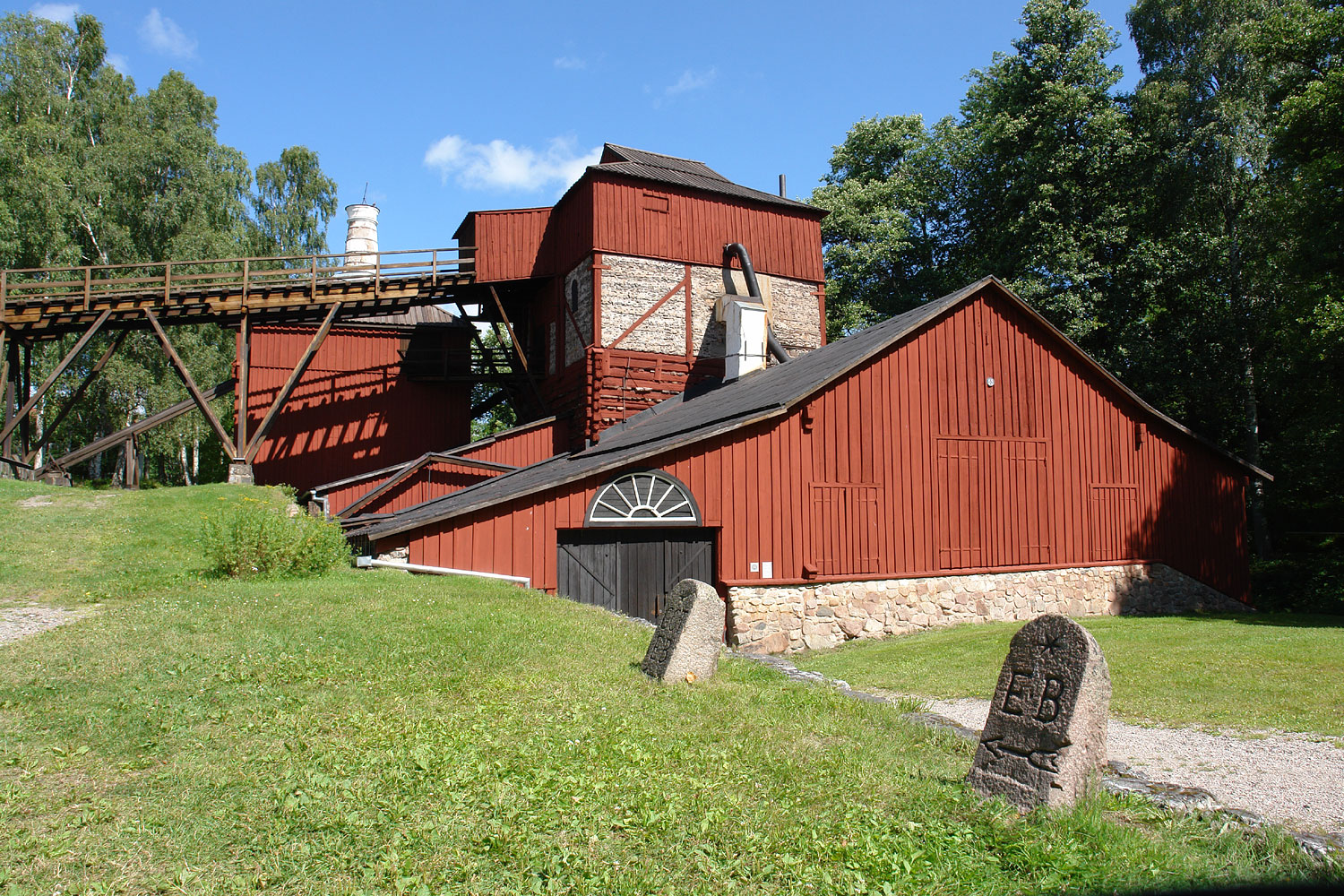
Engelsbergs Bruk

Nordstjernan hade, vid början av 2022, innehav i bland annat Attendo, Bonava, Etac, Diös Fastigheter, NCC och Nobia.
Nordstjernan äger även världsarvet Engelsbergs bruk som ligger utanför Fagersta.
Företaget är en av de främsta medlemmarna, benämnda Senior Partners, i Handelshögskolan i Stockholms partnerprogram för företag som bidrar finansiellt till högskolan

## Nyckelpersoner
Viveca Ax:son Johnson (född 1963) är ordförande i styrelsen sedan 2007, då hon efterträdde Johan Björkman (1944-2007). Caroline Berg (född 1968) är vice ordförande sedan 2016, då hon efterträdde Antonia Ax:son Johnson (född 1943).
Johan Lilliehöök (född 1982) är VD för Nordstjernan sedan 2024.

## Dotterbolag[5]
- Attendo
- Bonava
- Dacke Industri
- Diös
- Etac
- Insurello
- Momentum Group
- NCC
- Nobia
- Roaring
- Rosti-Mepal
- Sunparadise

## Samarbete med högskolor och universitet
Företaget är en av medlemmarna, benämnda Partners, i Handelshögskolan i Stockholms partnerprogram för företag som bidrar finansiellt till högskolan och nära samarbetar med den vad gäller forskning och utbildning.

## Skeppslista för Nordstjernan och Johnsonlinjen
| Fartyg                            | Byggt | Varv                       | I tjänst    | Typ                  | Dödvikt | Notering |
| --------------------------------- | ----- | -------------------------- | ----------- | -------------------- | ------- | --- |
| W.T. Marshall                     | 1873  | Sundsvall                  | 1885-?      | Ångfartyg            |         | F.d. Carl Abraham Axell'. Inköpt 1885. |
| Annie Therese                     | 1872  | Hamburg                    | 1890-1920   | Ångfartyg            | 1225    | F.d. Cyclop. Inköpt från Hapag 1890. Såld 1920 till Ystad. Sjönk 1936 efter beskjutning under det spanska inbördeskriget.                 |
| Axel Johnson                      | 1891  | Gävle                      | 1891-1900   | Ångfartyg            | 2160    | Såld 1900 till Hamburg. Skrotad 1933 i Estland.                                                                                           |
| Oscar II                          | 1896  | Sunderland                 | 1896-1915   | Ångfartyg            | 5500    | Sjönk 1915 efter kollision. |
| Oscar Fredrik                     | 1900  | Kiel                       | 1900-1921   | Ångfartyg            | 6540    | Såld 1921 till Hamburg. Sjönk 1945 vid ett flyganfall.                                                                                    |
| Drottning Sophia                  | 1901  | Kiel                       | 1901-1921   | Ångfartyg            | 7740    | Såld 1921 till Hamburg. Sjönk i tysk tjänst under andra världskriget.                                                                     |
| Kronpris Gustaf                   | 1901  | Kiel                       | 1901-1921   | Ångfartyg            | 7740    | Såld 1921 till Hamburg. Sjönk i tysk tjänst under andra världskriget.                                                                     |
| Nordstjernan                      | 1900  | Kiel                       | 1900-1920   | Ångfartyg            | 1830    | Såld 1920 till Sölvesborg. Skrotades 1955 i Ystad.                                                                                        |
| Reserv                            | 1882  | West Hartlepool            | 1904-1920   | Ångfartyg            | 2580    | F.d. Merkur. Inköpt 1903. Såld 1920 till Gävle. Skrotades 1935 i Genua, Italien.                                                          |
| Kronprinsessan Victoria           | 1905  | Burmeister&Wain            | 1905-1921   | Ångfartyg            | 6123    | Såld 1921 till Hamburg. Skrotad 1931 i Hamburg.                                                                                           |
| Prinsessan Ingeborg               | 1905  | Burmeister&Wain            | 1905-1921   | Ångfartyg            | 6123    | Såld 1921 till Hamburg. Sjönk i tysk tjänst 1925 utanför norska kusten.                                                                   |
| Axel Johnson [II]                 | 1910  | Lindholmen                 | 1910-1921   | Ångfartyg            | 6500    | Såld 1921 till Hamburg. Skrotad 1932 i Hamburg.                                                                                           |
| Annie Johnson                     | 1910  | Lindholmen                 | 1910-1921   | Ångfartyg            | 6500    | Såld 1921 till Hamburg. Skrotad 1932 i Hamburg.                                                                                           |
| Margaret                          | 1912  | Campbeltown                | 1912-1919   | Ångfartyg            | 2200    | Sjönk 1919 vid Ölands södra udde. |
| Suecia                            | 1912  | Burmeister&Wain            | 1912-1940   | Motorfartyg          | 6550    | Utchartrad 1940 till brittiska staten. Sjönk 1942 efter torpedering på Nordatlanten.                                                      |
| Pedro Christophersen              | 1913  | Burmeister&Wain            | 1913-1955   | Motorfartyg          | 6550    | Tidvis upplagd. Upplagd 1955. Såld 1962 till Göteborg. Konverterad 1963 till pråm.                                                        |
| Kronprins Gustav Adolf            | 1914  | Burmeister&Wain            | 1914-1930   | Motorfartyg          | 6550    | Sjönk 1930 utanför Brasiliens kust efter två bränder. Blev vrak.                                                                          |
| Kronprinsessan Margareta          | 1914  | Burmeister&Wain            | 1914-1951   | Motorfartyg          | 6550    | Såld 1951 till Hamburg. Skrotad 1963 i Hamburg.                                                                                           |
| Pacific                           | 1914  | Burmeister&Wain            | 1914-1951   | Motorfartyg          | 6550    | Utchartrad 1940 till brittiska krigsministeriet. Såld 1951 till Hamburg. Skrotad 1980 i Indien.                                           |
| San Francisco                     | 1915  | Burmeister&Wain            | 1915-1950   | Motorfartyg          | 6550    | Såld 1950 till Hamburg. Skrotad 1959 i Antwerpen, Belgien.                                                                                |
| Valparaiso                        | 1917  | Burmeister&Wain            | 1917-1940   | Motorfartyg          | 6550    | Utchartrad 1940 till brittiska krigsministeriet. Sjönk 1940 efter torpedering i Nordatlanten.                                             |
| Lima                              | 1918  | Burmeister&Wain            | 1918-1942   | Motorfartyg          | 6550    | Utchartrad 1940 till brittiska krigsministeriet. Sjönk 1942 efter torpedering av tysk ubåt utanför Afrikas kust.                          |
| Kedoe                             | 1921  | Burmeister&Wain            | ej i tjänst | Motorfartyg          | 6550    | Såld under utrustning till Koninklijke Rotterdamsche Lloyd. Upphuggen 1961 i Brügge, Belgien.                                             |
| Cometa                            | 1921  | Burmeister&Wain            | ej i tjänst | Motorfartyg          | 6550    | Såld under utrustning till Det Bergenske D/S, Bergen. Torpederad 1940 utanför Orkneyöarna.                                                |
| Santos                            | 1925  | Kockums                    | 1925-1940   | Motorfartyg          | 6550    | Sjönk 1940 efter torpedering utanför Shetlandsöarna.                                                                                      |
| Thai                              | 1913  | Kockums                    | 1913-1921   | Ångfartyg            | 2232    | Såld 1921 till Helsingborg. Sjönk 1954 på Ålands hav.                                                                                     |
| Avesta                            | 1913  | Kockums                    | 1913-1951   | Ångfartyg            | 2232    | Såld 1921 till Helsingborg. Sjönk 1940 utanför Norges kust.                                                                               |
| Lao                               | 1898  | Glasgow                    | 1917-1920   | Ångfartyg            | 4300    | F.d. Hyllos. Inköpt 1915. Såld 1920 till Sverige. Skrotad 1960.                                                                           |
| Engelsberg                        | 1917  | Götaverken                 | 1917-1920   | Ångfartyg            | 770     | Såld 1921 till Trelleborg. |
| Vesterby                          | 1917  | Eriksberg                  | 1917-1919   | Ångfartyg            | 970     | Minsprängdes 1919. Vraket såldes 1921 till Danmark.                                                                                       |
| Jönköping I                       | 1891  | Sunderland                 | 1917-1918   | Ångfartyg            | 2150    | Torpederades 1918 utanför brittiska kusten.                                                                                               |
| Jönköping II                      | 1888  | Dundee                     | 1917-1918   | Ångfartyg            | 2000    | Torpederades 1918 i Nordsjön. |
| Balboa                            | 1919  | Götaverken                 | 1919-1950   | Motorfartyg          | 9200    | Såld 1950 till Hamburg. Skrotad 1959 i Japan.                                                                                             |
| Buenos Aires                      | 1920  | Götaverken                 | 1920-1940   | Motorfartyg          | 9200    | Minsprängdes 1940 blev förrådsfartyg. Upphuggen 1950 i Antwerpen.                                                                         |
| Canada                            | 1921  | Götaverken                 | 1921-1950   | Motorfartyg          | 9200    | Såld 1950 till Hamburg. Skrotad 1959 i Bremen.                                                                                            |
| Axel Johnson [III]                | 1925  | Götaverken                 | 1925-1962   | Motorfartyg          | ca 7350 | Skrotad 1962 i Ystad. |
| Annie Johnson [II]                | 1925  | Götaverken                 | 1925-1962   | Motorfartyg          | ca 7350 | Skrotad 1962 i Ystad. |
| Margaret Johnson                  | 1928  | Götaverken                 | 1928-1962   | Motorfartyg          | ca 7350 | Skrotad 1962 i Ystad. |
| Nynäs                             | 1929  | Öresundsvarvet             | 1929-1956   | Motortankfartyg      | 300     | Såld 1956 till Rederi AB Sebou, Göteborg.                                                                                                 |
| Dalanäs                           | 1934  | Öresundsvarvet             | 1934-1957   | Motortankfartyg      | 500     | Såld 1957 till Skärhamn. |
| Argentina                         | 1935  | Götaverken                 | 1935-1942   | Motorfartyg          | 7000    | Minsprängd 1942 i Skagerak. |
| Brasil                            | 1935  | Götaverken                 | 1935-1943   | Motorfartyg          | 7000    | Minsprängd 1943 utanför Stavanger. |
| Nordstjernan [II]                 | 1935  | Götaverken                 | 1935-1968   | Motorfartyg          | 7000    | Såld 1968 till Grekland. Upphuggen 1969.                                                                                                  |
| Uruguay                           | 1935  | Götaverken                 | 1935-1968   | Motorfartyg          | 7000    | Såld 1968 till Grekland. Upphuggen 1969.                                                                                                  |
| Colombia                          | 1937  | Götaverken                 | 1937-1954   | Motorfartyg          | 7000    | Grunstött 1954 i Bottenhavet och blev vrak.                                                                                               |
| Chile                             | 1937  | Götaverken                 | 1937-1968   | Motorfartyg          | 7000    | Sjönk 1959 i Köpenhamn efter brand. Såld 1968 till Panama.                                                                                |
| Peru                              | 1938  | Götaverken                 | 1938-1970   | Motorfartyg          | 7000    | Såld 1970 till Grekland. |
| Venezuela                         | 1939  | Götaverken                 | 1939-1941   | Motorfartyg          | 7000    | Torpederad 1941 av ubåt i Nordatlanten.                                                                                                   |
| Janus                             | 1939  | Öresundsvarvet             | 1939-1940   | Motortankfartyg      | 15100   | Torpederad 1940 av ubåt i Nordatlanten.                                                                                                   |
| Silenus                           | 1939  | Dundee                     | ej i tjänst | Motortankfartyg      | 12500   | Blev kvar i Storbritannien och såld till brittiskt rederi på regeringen önskan.                                                           |
| Ecuador                           | 1940  | Götaverken                 | 1940-1956   | Motorfartyg          | 7000    | Grundstött mellan Terschelling och Vlissingen, Nederländerna och blev vrak.                                                               |
| Oceanus                           | 1940  | Götaverken                 | 1940-1949   | Motortankfartyg      | 15400   | Såld 1949 till Billnars Rederi AB, Göteborg. Upphuggen 1968 i Taiwan.                                                                     |
| Uranus                            | 1941  | Kockums                    | 1943-1948   | Motortankfartyg      | 16400   | Såld 1948 till Norge. |
| Brasil II                         | 1943  | Götaverken                 | 1943-1971   | Motorfartyg          | 7000    | Såld 1971 till Panama. Upphuggen 1976. |
| Argentina [II]                    | 1943  | Götaverken                 | 1943-1970   | Motorfartyg          | 7000    | Såld 1970 till Cypern. Upphuggen 1979. |
| La Plata                          | 1943  | Kockums                    | 1944-1957   | Motorfartyg          | 7000    | Strandad efter brand utanför Brasiliens kust. Skrotad.                                                                                    |
| Suecia [II]                       | 1944  | Götaverken                 | 1944-1970   | Motorfartyg          | 7000    | Såld 1970 till Grekland. |
| Venezuela [II]                    | 1944  | Götaverken                 | 1944-1970   | Motorfartyg          | 7000    | Såld 1970 till Panama. |
| Sinus                             | 1939  | Götaverken                 | 1945-1949   | Motortankfartyg      | 12500   | Upplagd till 1945. Såld 1949 till Rederi AB Ragne, Västervik.                                                                             |
| Amazonas                          | 1943  | Kockums                    | 1945-1964   | Motorfartyg          | 7000    | Såld 1964 till Singapore. |
| Orinoco                           | 1944  | Kockums                    | 1945-1964   | Motorfartyg          | 7000    | Såld 1964 till Singapore. |
| Bio-Bio                           | 1944  | Kockums                    | 1945-1969   | Motorfartyg          | 7000    | Förstördes 1969 av brand då hon reparerades på Lindholmens varv.                                                                          |
| Panama                            | 1945  | Götaverken                 | 1945-1971   | Motorfartyg          | 7000    | Såld 1971 till Liberia. |
| Bolivia                           | 1946  | Götaverken                 | 1946-1971   | Motorfartyg          | 7000    | Såld 1971 till Panama. Upphuggen 1979. |
| Golden Gate                       | 1947  | Kockums                    | 1946-1972   | Motorfartyg          | 9000    | Såld 1972 till Göteborg. Upphuggen 1973 i Taiwan.                                                                                         |
| Paraguay                          | 1947  | Götaverken                 | 1947-1972   | Motorfartyg          | 7000    | Såld 1972 till Cypern. Upphuggen 1976. |
| Star Arcturus                     | 1939  | Chester, PA, USA           | 1947-1971   | Motorfartyg          | 9000    | Ex-US Navy. Inköpt 1947. Upphuggen 1971.                                                                                                  |
| Star Alcyone                      | 1939  | Chester, PA, USA           | 1947-1969   | Motorfartyg          | 9000    | Ex-US Navy. Inköpt 1947. Upphuggen 1969.                                                                                                  |
| Star Betelgeuse                   | 1939  | Chester, PA, USA           | 1947-1972   | Motorfartyg          | 9000    | Ex-US Navy. Inköpt 1947. Upphuggen 1972.                                                                                                  |
| Seattle                           | 1947  | Kockums                    | 1947-1972   | Motorfartyg          | 9000    | Såld 1972 till Singapore. Upphuggen 1973.                                                                                                 |
| Guayana                           | 1948  | Götaverken                 | 1948-1971   | Motorfartyg          | 7000    | Såld till 1971 Stena AB. Upphuggen 1977.                                                                                                  |
| Los Angeles                       | 1948  | Kockums                    | 1948-1972   | Motorfartyg          | 9000    | Såld 1972 till Göteborg. Upphuggen 1972 i Spanien.                                                                                        |
| Lions Gate                        | 1949  | Kockums                    | 1949-1973   | Motorfartyg          | 9000    | Såld 1973 till Grimstad, Norge. Förlist 1980.                                                                                             |
| Venus                             | 1949  | Kockums                    | 1949        | Motortankfartyg      | 16000   | Upplagd 1949. Såld 1950 till Brasilien.                                                                                                   |
| Elfnäs                            | 1949  | Lindholmen                 | 1949-1968   | Motortankfartyg      | 1400    | Såld 1968 till Göteborg. |
| Framnäs                           | 1949  | Lindholmen                 | 1949-1967   | Motortankfartyg      | 1400    | Såld 1969 till Skärhamn. |
| Lindesnäs                         | 1949  | Lindholmen                 | 1949-1957   | Motortankfartyg      | 1400    | Förliste och sjönk 1957 utanför Hävringe.                                                                                                 |
| Thai [II]                         | 1947  | Kockums                    | 1950-1972   | Motorfartyg          | 9000    | F.d. Boheme. Inköpt 1950. Havererad 1972 och utdömd i Japan. Upphuggen i Taiwan.                                                          |
| Lao [II]                          | 1947  | Kockums                    | 1952-1974   | Motorfartyg          | 9000    | F.d. Tosca. Inköpt 1950 men i trafik först 1952. Såld 1974 till Liberia. Upphuggen 1979.                                                  |
| Silver Gate                       | 1951  | Kiel                       | 1951-1975   | Motorfartyg          | 9000    | Upplagd 1975. Såld 1977 till Liberia. Upphuggen 1979.                                                                                     |
| Portland                          | 1951  | Kockums                    | 1951-1972   | Motorfartyg          | 9000    | Upplagd 1972. Såld 1973 till Panama. Upphuggen 1973.                                                                                      |
| Reserv [II]                       | 1939  | Sunderland                 | 1951-1952   | Motorfartyg          | 9000    | F.d. Rodsley. Inköpt 1951. Efter flera missöden såld 1952 till Norge. Upphuggen 1972.                                                     |
| California                        | 1953  | Kockums                    | 1953-1975   | Motorfartyg          | 9000    | Upplagd 1975. Såld 1977 till Liberia. Upphuggen 1979 i Taiwan.                                                                            |
| Canada [II]                       | 1953  | Kockums                    | 1953-1977   | Motorfartyg          | 9000    | Såld 1977 till Liberia. Upphuggen 1979 i Taiwan.                                                                                          |
| Oceanus [II]                      | 1954  | Lindholmen                 | 1954-1966   | Motortankfartyg      | 24700   | Såld 1966 till Italien. Upphuggen 1982.                                                                                                   |
| Rio de Janeiro                    | 1957  | Lindholmen                 | 1957-1980   | Motorfartyg          | 10000   | Såld till upphuggning 1980. |
| Buenos Aires [II]                 | 1957  | Lindholmen                 | 1957-1983   | Motorfartyg          | 10000   | Såld 1983 till Panama. |
| Montevideo                        | 1958  | Lindholmen                 | 1958-1981   | Motorfartyg          | 10000   | Såld 1981 till Liberia. |
| Star Bellatrix                    | 1957  | Skottland                  | 1959-1978   | Motorfartyg          |         | F.d. Capitan Cardamilitis. Inköpt 1959. Överförd 1972 till A. Johnson & Co HAB. Såld 1978 till Liberia.                                   |
| Santos [II]                       | 1959  | Lindholmen                 | 1959-1983   | Motorfartyg          | 10000   | Såld 1983 till Panama. |
| Rosario                           | 1960  | Lindholmen                 | 1960-1980   | Motorfartyg          | 10000   | Utchartrad 1980 med namnet Zacapa. Såld 1981 till Panama. Upphuggen 1983.                                                                 |
| Brasilia                          | 1960  | Lindholmen                 | 1960-1983   | Motorfartyg          | 10000   | Såld 1983 till Gibraltar. |
| Nynäs                             | 1963  | Elmshorn, Västtyskland     | 1963-1976   | Asfalttankfartyg     | 1650    | Såld 1976 till Skärhamn. |
| Star Aldebran                     | 1962  | Ekensbergs Varv            | 1963-1978   | Motorfartyg          | 10790   | F.d. Kensington. Inköpt 1963. Såld 1978 till Liberia. Upphuggen 1987 i Indien.                                                            |
| Star Antares                      | 1956  | Nakskov, Danmark           | 1963-1978   | Motorfartyg          | 10000   | F.d. Ivaran. Inköpt 1963. Såld 1978 till Cypern. Upphuggen 1988.                                                                          |
| Yakima Valley                     | 1963  | Lindholmen                 | 1963-1970   | Motorkylfartyg       | 6275    | Såld 1970 till Frankrike. |
| Bahia Blanca                      | 1964  | Lindholmen                 | 1964-1984   | Motorfartyg          | 10000   | Såld 1984 till Göteborg. Upphuggen 1985 på Malta.                                                                                         |
| Rio Negro Valley                  | 1964  | Lindholmen                 | 1964-1970   | Motorkylfartyg       | 6275    | Såld 1970 till Frankrike. |
| Star Altair                       | 1965  | Ekensbergs Varv            | 1965-1978   | Motorfartyg          | 10790   | F.d. Vimeira. Inköpt 1965. Såld 1978 till Liberia. Upphuggen 1979 i Pakistan.                                                             |
| Hood River Valley                 | 1965  | Hamburg                    | 1965-1971   | Motorfartyg          | 6000    | Såld 1971 till Liberia. Upphuggen 1985 i Pakistan.                                                                                        |
| Okanagan Valley                   | 1966  | Hamburg                    | 1966-1971   | Motorfartyg          | 6000    | Såld 1971 till Liberia. Upphuggen 1985 i Pakistan.                                                                                        |
| Dan Joaquin Valley                | 1968  | Wärtsilä                   | 1968-1985   | Motorkylfartyg       | 7900    | Såld 1981 till partrederiet Sembawang Johnson Alfa och döpt till Durian. Johnson 1985 inte längre ägare.                                  |
| Aconcaqua Valley                  | 1968  | Wärtsilä                   | 1968-       | Motorkylfartyg       | 7900    | Såld 1981 till partrederiet Sembawang Johnson Alfa och döpt till Pisang. Johnson 1985 ensam ägare.                                        |
| Star Procyon                      | 1966  | Bremen-Gröpelingen         | 1969-1974   | Motorfartyg          | 15600   | F.d. Heering Susan. Inköpt 1969. Såld 1974 till Mexiko. Upphuggen 1986 i Taiwan.                                                          |
| Star Alcyone [II]                 | 1967  | Bremen-Gröpelingen         | 1971-1974   | Motorfartyg          | 15600   | F.d. Heering Lotte. Inköpt 1971. Såld 1974 till Mexiko. Upphuggen 1986.                                                                   |
| Engelsberg [II]                   | 1969  | Sölvesborg                 | 1969-1984   | Asfalttankfartyg     | 3800    | Såld 1984 till Axel Johnson Chemical AB, Stockholm.                                                                                       |
| Framnäs [II]                      | 1973  | Sölvesborg                 | 1973-1984   | Asfalttankfartyg     | 5000    | Såld 1984 till Axel Johnson Chemical AB, Stockholm.                                                                                       |
| Axel Johnson [IV]                 | 1969  | Wärtsilä                   | 1969-1986   | Containerfartyg      | 14700   | Såld 1986 till Cypern. |
| Annie Johnson [III]               | 1969  | Wärtsilä                   | 1969-1986   | Containerfartyg      | 14700   | Såld 1986 till Cypern. |
| Oceanus [III]                     | 1969  | Eriksberg                  | 1969-1982   | Motortankfartyg      | 133000  | Såld 1982 till Singapore. Upphuggen 1986 i Taiwan.                                                                                        |
| Margaret Johnson [II]             | 1970  | Wärtsilä                   | 1970-1986   | Containerfartyg      | 14700   | Såld 1986 till Liberia. |
| San Francisco                     | 1970  | Wärtsilä                   | 1970-1986   | Containerfartyg      | 14700   | Såld 1986 till Schweiz. |
| Antonia Johnson                   | 1971  | Wärtsilä                   | 1971-1985   | Containerfartyg      | 14700   | Såld 1985 till Panama. |
| Suecia                            | 1971  | Wärtsilä                   | 1971-1979   | Motorbulkfartyg      | 30000   | Såld 1979 till A. Johnson & Co HAB. |
| Pacific                           | 1971  | Wärtsilä                   | 1971-1979   | Motorbulkfartyg      | 30000   | Såld 1979 till Rederiaktiebolaget Nordstjernan.                                                                                           |
| Star Alcyone [III]                | 1975  | Mitsui, Japan              | 1976-1979   | Motorfartyg          | 18500   | F.d. Aristomachos. Inköpt 1976. Såld 1979 till Kina.                                                                                      |
| Star Procyon [III]                | 1975  | Mitsui, Japan              | 1976-1979   | Motorfartyg          | 18500   | F.d. Aristeides. Inköpt 1976. Såld 1979 till Kina.                                                                                        |
| Avesta [II]                       | 1979  | Nippon Kokan, Japan        | 1979-1981   | Ro-ro-biltransport   | 12400   | Överförd 1981 till Johnson Line AB. Såld 1982 till Rederi AB Soya.                                                                        |
| Johnson Chemstar                  | 1980  | Kockums                    | 1980-1985   | Kemitankfartyg       | 37500   | Såld 1985 till Panama. |
| Johnson Chemsun                   | 1980  | Kockums                    | 1980-1985   | Kemitankfartyg       | 37500   | Såld 1985 till Panama. |
| Svea Corona                       | 1975  | Dubeigon-Normandie         | 1981-1984   | Bil/passagerarfartyg | 1746    | Övertagen 1981 från Rederi-Svea. Såld 1984 till Grekland.                                                                                 |
| Svealand                          | 1972  | Helsingør                  | 1981-1986   | Bil/passagerarfartyg | 2600    | Övertagen 1981 från Rederi-Svea. Såld 1986 till Swedecarrier Rederi AB. Åter inchartrad 1989.                                             |
| Saga Star                         | 1981  | Kalmar/Marstrand/Eriksberg | 1981-1982   | Ro-ro-fartyg         | 5492    | Övertagen 1981 från Rederi-Svea. Såld 1982 till Svenska Lastbils AB.                                                                      |
| [[M/S Fennia\|Fennia]]            | 1966  | Öresundsvarvet             | 1981-1983   | Bil/passagerarfartyg | 1410    | Övertagen 1981 från Rederi-Svea. Såld 1983 till Jakob-Lines AB, Mariehamn.                                                                |
| [[M/S Stena Saga\|Silvia Regina]] | 1981  | Wärtsilä                   | 1981-1988   | Bil/passagerarfartyg | 3898    | Övertagen 1981 från Rederi-Svea. Såld 1988 till Stena AB, Göteborg.                                                                       |
| Johnson Chemspan                  | 1982  | Ankerløkken, Norge         | 1982-1988   | Kemitankfartyg       | 32340   | Såld 1988 till Norge. |
| Johnson Chemstream                | 1983  | Nakskov, Danmark           | 1983-1986   | Kemitankfartyg       | 17465   | Såld 1986 till Indien. |
| Nordic Stream                     | 1979  | Oskarshamn                 | 1982-1985   | Ro-ro-fartyg         | 14500   | F.d. Qatar Express. Inköpt 1982. Såld 1985 till Panama.                                                                                   |
| Bo Johnson                        | 1984  | Nippon Kokan, Japan        | 1984-1985   | Containerfartyg      | 34680   | Såld 1985 till Nordstjernan AB. |
| Rosa Blanca                       | 1985  | Nippon Kokan, Japan        | 1985-       | Ro-ro-fartyg         | 27601   | Ägd gemensamt av Johnson Line, Wilh. Wilhelmsen och Effoa. Svensk flagg. Såld 1993 till Liberia.                                          |
| Rosa Tucano                       | 1985  | Nippon Kokan, Japan        | 1985-       | Ro-ro-fartyg         | 27601   | Ägd gemensamt av Johnson Line, Wilh. Wilhelmsen och Effoa. Wilhelmsens andel 1989 till Johnson Line. Norsk flagg. Såld 1993 till Hamburg. |